# Vaso-paša
Pashko Vasa (alb. Vaso Pasha, Vaso Pashë Shkodrani) (Skadar, 30. srpnja/17. rujna 1825. – 29. lipnja 1892. Bejrut), bio je albanski pisac, pjesnik, publicist, rilindas, političar i diplomat.
Rodio se u katoličkoj obitelji u albanskom gradu Skadru koji je u ono vrijeme bio dijelom Osmanskog Carstva.
Od 1842. do 1847. godine obnašao je dužnost tajnika britanskog konzulata u Skadru. 1879. godine boravio je u bugarskom crnomorskom lučkom gradu Varni u upravi Drinopoljskog vilajeta zajedno s Ismailom Qemalijem. Tad je dobio naslov paše.
Godine 1847. zaputio na Apeninski poluotok, u osvit turbulentnih događaja revolucionarne 1848. diljem Europe. Dva je pisma napisao ljeta 1848. u kojima se je postavio otvoreno republikanski i antiklerikalno. Poslije je otišao u Veneciju gdje je sudjelovao u borbama u Margheri 4. svibnja 1849., dio mletačkog ustanka protiv Austrijanaca. Nakon što su austrijske postrojbe došle onamo 28. kolovoza te iste godine, Pashko Vasa je morao izbjeći u Anconu, otkamo je kao osmanski državljanin bio izgnan u Carigrad. O svom iskustvu u Italiji iduće je godine u Carigradu objavio djelo na talijanskom La mia prigionia, episodio storico dell'assedio di Venezia.
Godine 1863. je postavljen na mjesto tajnika i prevoditelja Ahmeta Dževdeta-paše, osmanskog državnika i povjesničara, na misiji u potrazi za činjenicama u BiH. Misija je trajala dvanaest mjeseci, od proljeća 1863. do listopada 1864. godine. Događaje s te misije zapisao je u djelu La Bosnie et l'Herzégovine pendant la mission de Djevdet Efendi, objavljeno u Carigradu 1865. godine. 7 godina poslije objavio je u Carigradu jedan rijetki rad, povijesno zanimljiv, Esquisse historique sur le Monténégro d'après les traditions de l'Albanie.
Jedan je od suosnivača Središnjeg odbora za zaštitu prava albanskog naroda u Carigradu, osnovanog jeseni 1877. godine. Preko svojih veza u Carigradu sudjelovao je u organiziranju Prizrenske lige 1878. godine. Nedvojbeno je autorom Memoranduma o albanskom autonomiji koji je predan britanskom veleposlanstvu u Carigradu.
Obnašao je dužnost glavnog guvernera Libanona od 9. svibnja 1882. godine. To je mjesto na osnovi međunarodnog sporazuma bilo rezervirano za katolika državljanina Osmanskog Carstva. Dužnost je obnašao do svoje smrti.
Godine 1978., na stotu godišnjicu Prizrenske lige njegovi posmrtni ostatci prebačeni iz Libanona u skromni grob u Skadru.
Objavio je djela:
- Rose e spine (1873.)
- Grammaire albanaise à l'usage de ceux qui désirent apprendre cette langue sans l'aide d'un maître, London, 1887.)
- L'alphabet Latin appliqué à la langue albanaise, (Carigrad, 1878.)
- Bosnie et Hercegovine pendant la mission de Djevdet Effendi, (Carigrad, 1865.)
- La vérité sur l'Albanie et les Albanais, (Pariz, 1879.)
- Esquisse historique sur le Monténégro d'après les traditions de l'Albanie, (Carigrad, 1872.)
- O moj Shqypni (1880.)
- Barda de Témal, (Pariz, 1890.)

Uvijek se je borio za jedinstvo svog naroda. Nije dopuštao da vjeroispovijed dijeli narod, a njegove riječi koje je uputio svom narodu najbolje opisuju kolektivno stanje albanskog duha: “Mos shikoni kisha e xhamia / Feja e shqyptarit âsht shqyptaria” (“Ne mari za crkve i džamije/ Vjeroispovijest Albanaca jest Albanizam”). Ovakav pristup spasio je albanski narod od asimiliranja, usitnjavanja, podjela i gubitka identiteta.